# DDR-Meisterschaften im Hallenfaustball 1964
Die DDR-Meisterschaften im Hallenfaustball 1964 waren die 12. Austragung der DDR-Meisterschaften der Männer und Frauen im Hallenfaustball der DDR im Jahre 1964. Die Finalturniere fanden am 13./14. März 1964 in der Thüringenhalle in Erfurt statt.
An den Turnieren nahmen die vier bestplatzierten Mannschaften der DDR-Oberliga teil.
Mit einem Erfolg der Männer von Chemie Zeitz im Endspiel gegen den Europapokalgewinner ISG Hirschfelde sicherten sich diese zum dritten Mal hintereinander den deutschen Hallentitel.
Bei den Frauen siegte mit Energie Görlitz ebenfalls der Titelverteidiger.

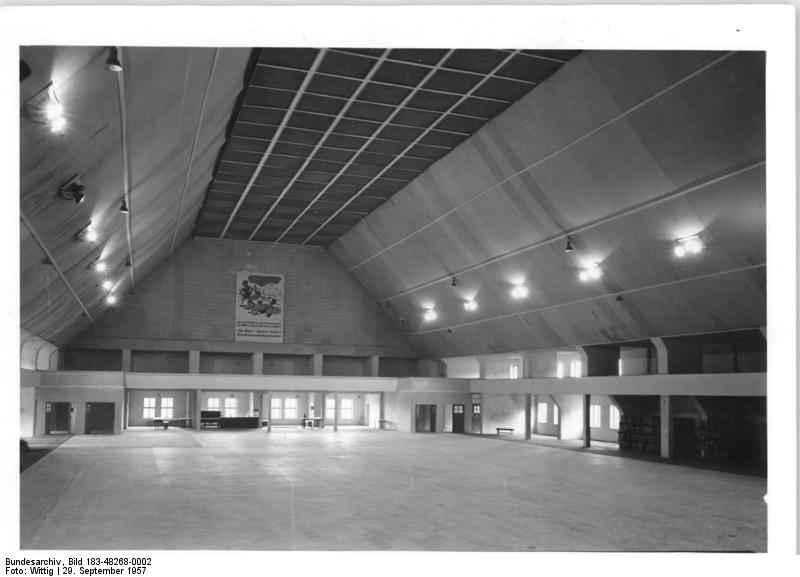
Die Erfurter Thüringenhalle als Austragungsort der Spiele. (1957)

## Frauen
Spiele:
- Finale: Energie Görlitz – Motor Rathenow 25:18
- kleines Finale: ISG Hirschfelde – Einheit Rostock

Endstand
| Platz | Mannschaft      |
| ----- | --------------- |
| 1.    | Energie Görlitz |
| 2.    | Motor Rathenow  |
| 3.    | ISG Hirschfelde |
| 4.    | Einheit Rostock |

## Männer
Spiele:
- Finale: Chemie Zeitz – ISG Hirschfelde 35:19
- kleines Finale: Motor West Erfurt – Empor Rudolstadt 37:23

Endstand
| Platz | Mannschaft        |
| ----- | ----------------- |
| 1.    | Chemie Zeitz      |
| 2.    | ISG Hirschfelde   |
| 3.    | Motor West Erfurt |
| 4.    | Empor Rudolstadt  |

Aufsteiger zur Hallen-Faustball-Oberliga 1964/65 wurde am Wochenende 21./22. März 1964 die BSG Fernsehen Berlin durch Siege über die zweite Mannschaft des Europapokalgewinners ISG Hirschfelde mit 30:25 und Motor Finsterwalde mit 38:27.